# Nastro d'argento
Cinta de plata (en italiano: Nastro d'argento) es un premio cinematográfico italiano concedido anualmente desde 1946 por el Sindicato Nacional Italiano de Periodistas de Cine (en italiano: Sindacato Nazionale Giornalisti Cinematografici Italiani o SNGCI).
El sindicato fue fundado ese mismo año por un grupo de críticos de cine especializados, algunos de los cuales más tarde fueron conocidos directores (Michelangelo Antonioni y Antonio Pietrangeli) o guionistas  (Steno y Mario Soldati).
El primer reglamento basaba la motivación de la creación del premio Nastro d'argento para "promover la mejora continua de las artes, técnicas e industrias del cine italiano y rendir homenaje a sus logros más importantes".
Está considerado entre los más fiables y prestigiosos premios dedicados al cine italiano, aunque mediáticamente ha sido eclipsado en las últimas décadas por el Premio David de Donatello.

## Historia
La unión de periodistas de cine fue fundada en el mismo año que los Nastri, en 1946, por un grupo de periodistas y ensayistas de cine, algunos de los cuales más tarde se convirtieron en directores (Steno y Mario Soldati, que fue su primer presidente) y autores (Michelangelo Antonioni, Antonio Pietrangeli). El primer reglamento motivó la creación del Nastro d'Argento para "promover la continua mejora artística, técnica e industrial del cine italiano y rendir homenaje a sus importantes adquisiciones".
Fue entregado por primera vez en 1946 en Roma, en el Hotel de Russie. Las ediciones se realizaron principalmente entre Roma y Taormina, con la excepción de algunas ediciones particulares (en Florencia, después de la inundación de 1966, como signo de solidaridad) y, de nuevo en sus primeros años, también en Sorrento.
En las primeras ediciones, los premios fueron entregados a las películas presentadas durante el año considerado por la industria, el que finaliza al final de la temporada; luego fueron entregados a las películas estrenadas en el año natural, mientras que más tarde fueron entregados de nuevo a las películas estrenadas en las salas dentro de los días inmediatamente posteriores al Festival de Cannes, y luego dentro de los últimos días del mes de mayo, cuando se anuncian los "cinco" finalistas a los que se dedica un evento con todos los candidatos para los premios. Después de algunas ediciones en la sede de la Academia de Francia en Villa Medici, se celebra, de nuevo en Roma, en el espacio del Museo MAXXI. Los premios se conceden sobre la base de "cinco" propuestas del consejo nacional de la Unión al voto (notarial) de los miembros de la Unión, periodistas de cine de la prensa escrita, la televisión, la radio y, desde la era contemporánea, Internet.
El Nastri d'argento está acompañado de los premios Guglielmo Biraghi, otorgados desde 2001, a los mejores actores jóvenes que debutan en el cine del año. Los Nastri también reciben el premio Manfredi en Taormina por la noche.

## Categorías
- Mejor comedia (desde 2010)
- Mejor director
- Mejor director principiante
- Mejor productor
- Mejor argumento
- Mejor guion (desde 1948)
- Mejor actor principal
- Mejor actriz principal
- Mejor actor secundario
- Mejor actriz secundaria
- Mejor fotografía
- Mejor escenografía
- Mejor vestuario (desde 1953)
- Mejor canción original (desde 1999)
- Mejor sonido
- Mejor sonido en directo (desde 2002)
- Mejor película europea (desde 2007)
- Mejor película no europea (desde 2007)
- Mejor documental
- Mejor cortometraje
- Mejor película en 3D (desde 2010)
- Cinta de plata especial
- Cinta de plata europea